# Női négypárevezős a 2012. évi nyári olimpiai játékokon
A 2012. évi nyári olimpiai játékokon az evezés női négypárevezős versenyszámát július 28. és augusztus 1. között rendezték Eton Dorney-ben. A versenyt az ukrán egység nyerte a német és az amerikai egység előtt.

## Versenynaptár
Az időpontok helyi idő szerint, zárójelben magyar idő szerint olvashatóak.
| Dátum                      | Időpont       | Forduló     |
| -------------------------- | ------------- | ----------- |
| 2012. július 28., szombat  | 9:50 (10:50)  | Előfutamok  |
| 2012. július 30., hétfő    | 9:40 (10:40)  | Reményfutam |
| 2012. augusztus 1., szerda | 10:20 (11:20) | Döntő       |

## Eredmények
Az idők másodpercben értendők. A rövidítések jelentése a következő:
- QA: Az A-döntőbe jutás helyezés alapján
- QB: A B-döntőbe jutás helyezés alapján

### Előfutamok
Két előfutamot rendeztek, négy-négy hajóval. Az első helyezettek automatikusan az A-döntőbe kerültek, a többiek a reményfutamba.
| Helyezés | Nemzet                                                                                       | Idő      | Mj       |
| 1. futam | 1. futam                                                                                     | 1. futam | 1. futam |
| -------- | -------------------------------------------------------------------------------------------- | -------- | -------- |
| 1.       | Németország (GER) · Annekatrin Thiele, Carina Bär, Julia Richter, Britta Oppelt              | 6:13,62  | QA       |
| 2.       | Egyesült Államok (USA) · Natalie Dell, Kara Kohler, Megan Kalmoe, Adrienne Martelli          | 6:15,76  |          |
| 3.       | Lengyelország (POL) · Kamila Socko, Joanna Leszczyńska, Sylwia Lewandowska, Natalia Madaj    | 6:21,44  |          |
| 4.       | Kína (CHN) · Tang Pin, Tien Liang, Csin Cevej, Csang Jang-jang                               | 6:24,32  |          |
| 2. futam |                                                                                              |          |          |
| 1.       | Ukrajna (UKR) · Katyerina Tarasenko, Nataila Dovgodko, Anstasija Kozhenkova, Jana Dementieva | 6:14,82  | QA       |
| 2.       | Ausztrália (AUS) · Dana Faletic, Kerry Hore, Pauline Frasca, Amy Clay                        | 6:17,52  |          |
| 3.       | Új-Zéland (NZL) · Sarah Gray, Louise Trappitt, Fiona Bourke, Eve MacFarlane                  | 6:20,22  |          |
| 4.       | Nagy-Britannia (GBR) · Melanie Wilson, Debbie Flood, Frances Houghton, Beth Rodford          | 6:20,71  |          |

### Reményfutam
Egy reményfutamot rendeztek, hat részvevővel. Az első négy helyezett az A-döntőbe jutaott, a többiek a B-döntőbe.
| Helyezés | Nemzet                                                                                    | Idő     | Mj |
| -------- | ----------------------------------------------------------------------------------------- | ------- | -- |
| 1.       | Ausztrália (AUS) · Dana Faletic, Kerry Hore, Pauline Frasca, Amy Clay                     | 6:18,80 | QA |
| 2.       | Egyesült Államok (USA) · Natalie Dell, Kara Kohler, Megan Kalmoe, Adrienne Martelli       | 6:19,49 | QA |
| 3.       | Nagy-Britannia (GBR) · Melanie Wilson, Debbie Flood, Frances Houghton, Beth Rodford       | 6:21,65 | QA |
| 4.       | Kína (CHN) · Tang Pin, Tien Liang, Csin Cevej, Csang Jang-jang                            | 6:21,98 | QA |
| 5.       | Lengyelország (POL) · Kamila Socko, Joanna Leszczyńska, Sylwia Lewandowska, Natalia Madaj | 6:23,19 | QB |
| 6.       | Új-Zéland (NZL) · Sarah Gray, Louise Trappitt, Fiona Bourke, Eve MacFarlane               | 6:48,71 | QB |

### Döntők

#### B-döntő
A B-döntőt két egységggel rendezték, a reményfutam 5–6. helyezettjével.
| Helyezés (Összesített) | Nemzet                                                                                    | Idő     |
| ---------------------- | ----------------------------------------------------------------------------------------- | ------- |
| 1. (7.)                | Új-Zéland (NZL) · Sarah Gray, Louise Trappitt, Fiona Bourke, Eve MacFarlane               | 6:56,46 |
| 2. (8.)                | Lengyelország (POL) · Kamila Socko, Joanna Leszczyńska, Sylwia Lewandowska, Natalia Madaj | 6:57,20 |

#### A-döntő
Az A-döntőt hat egységgel rendezték, az előfutamok első helyezettjeivel, valamint a reményfutam 1–4. helyezettjeivel.
| Helyezés | Nemzet                                                                                       | Idő     |
| -------- | -------------------------------------------------------------------------------------------- | ------- |
| Arany    | Ukrajna (UKR) · Katyerina Tarasenko, Nataila Dovgodko, Anstasija Kozhenkova, Jana Dementieva | 6:35,93 |
| Ezüst    | Németország (GER) · Annekatrin Thiele, Carina Bär, Julia Richter, Britta Oppelt              | 6:38,09 |
| Bronz    | Egyesült Államok (USA) · Natalie Dell, Kara Kohler, Megan Kalmoe, Adrienne Martelli          | 6:40,63 |
| 4.       | Ausztrália (AUS) · Dana Faletic, Kerry Hore, Pauline Frasca, Amy Clay                        | 6:41,67 |
| 5.       | Kína (CHN) · Tang Pin, Tien Liang, Csin Cevej, Csang Jang-jang                               | 6:44,19 |
| 6.       | Nagy-Britannia (GBR) · Melanie Wilson, Debbie Flood, Frances Houghton, Beth Rodford          | 6:51,54 |